# NGC 1223
NGC 1223 è una galassia ellittica situata nella costellazione dell'Eridano, a una distanza di circa 291 milioni di anni luce dalla nostra Via Lattea.

## Scoperta
La galassia è stata scoperta nel 1886 dall'astronomo statunitense Francis Leavenworth.

## Descrizione
Vi sono differenze tra i vari autori nel calcolare la distanza di NGC 1223 dal nostro sistema solare, a seconda che si utilizzi o meno la distanza di Hubble. Questo comporta di conseguenza anche una stima diversa della dimensioni della galassia, in quanto quest'ultimo valore è una funzione della distanza e della magnitudine apparente.